# VDPAU
VDPAU (Video Decode and Presentation API for Unix)  es una biblioteca de código abierto (libvdpau)  y API originalmente diseñada por NVIDIA para la serie GeForce 8 y  GPU más avanzadas, dirigido en el sistema de ventanas X en sistemas Unix - los sistemas (incluyendo Linux, FreeBSD y Solaris). Este API permite a los programas de VDPAU vídeo a descargar partes del proceso de decodificación de vídeo y postproducción de vídeo de procesamiento de la GPU de vídeo-hardware.
En la actualidad, las partes susceptibles de ser ayudadas por VDPAU sobre la GPU son la compensación de movimiento (comp meses), la transformada de coseno discreta inversa (IDCT) y VLD (longitud variable decodificación) para los formatos MPEG-1, MPEG-2, MPEG-4 ASP (MPEG-4 Parte 2), MPEG-4 AVC (H.264 / DivX 6), VC-1, WMV3 / WMV9, Xvid / OpenDivX (DivX 4), y DivX 5 vídeos codificados. Los codecs específicos que se pueden descargar a la GPU depende de la versión de la generación del hardware de GPU, también específicamente para decodificar MPEG-4 ASP (MPEG-4 Part 2), Xvid / OpenDivX (DivX 4), y formatos DivX 5 bis (2xxM GeForce 200M) de la serie (la undécima generación de NVIDIA's unidad de procesamiento de gráficos GeForce s) o hardware nuevo GPU es necesario
VDPAU puede ser descrito como el equivalente del sistema X Window de Microsoft's DXVA (DirectX Video Acceleration) de la API de Windows

## Los controladores de dispositivos y equipos de apoyo VDPAU
Cada vídeo de hardware GPU capaces de aceleración de vídeo VDPAU requiere un controlador de dispositivo X11 de software para habilitar estas características. Actualmente, solo en segundo lugar la generación de PureVideo HD-procesador poco corriente en algunas de NVIDIA GeForce 8 Series y más tarde de las tarjetas gráficas de hardware que cuenta con el apoyo desde la versión beta de controladores de dispositivo 180.06. De hardware no compatible de la serie GeForce 8 incluye las ediciones 8800GTS 320/640MB y la 8800GTX. Más tarde, las tarjetas basadas en los núcleos de la serie G9x por ejemplo, la 8400GS y la 8800GTS 512MB son compatibles (núcleo G92). NVIDIA no tiene actualmente planes para introducir soporte para el hardware no compatible.
S3 Graphics añadido soporte para VDPAU a los controladores para Linux de sus tarjetas de la serie Chrome 500 de vídeo s 14.02.10 desde la versión de su controlador de dispositivo para Linux, compatible con la S3 Chrome 530 GT y el hardware de S3 Chrome 540 GTX.
Intel y ATI - actualmente no hay apoyo para VDPAU. Nvidia espera que estos diseñadores GPU seguirá código abierto VDPAU biblioteca y facilitar a los conductores de aceleración VDPAU mencionando los nombres de ejemplo de controladores de hardware específicos para Intel y ATI: libvdpau_intel.so y libvdpau_ati.so.  (...)Intel ha dicho que están buscando en VA-API y VDPAU en particular. De su examen superficial, la API para VDPAU parece .(...) bonita 

### Tabla de GPUs de NVIDIA
| Nombre Core                                                        | PureVideo | NVIDIA Conjunto de características | Notas        |                                                                                                  |  |
| De la serie GeForce FX (5xxx)                                      | NV3x      | VP1                                | NO PERMITIDO | --                                                                                               |  |
| GeForce 6 Series                                                   | NV4x      | VP1                                | NO PERMITIDO | --                                                                                               |  |
| GeForce 7 Series                                                   | G7x       | VP1                                | NO PERMITIDO | --                                                                                               |  |
| GeForce 8800 Ultra, 8800 GTS, 8800 GTX                             | G80       | VP1                                | NO PERMITIDO | --                                                                                               |  |
| GeForce 8400 GS, 8500 GT, 8600 GT, 8600 GTS                        | G84, G86  | VP2                                | Un           | --                                                                                               |  |
| GeForce 8800 GS, 8800 GT, 8800 GTS (512MB/1GB)                     | G92, G94  | VP2                                | Un           | --                                                                                               |  |
| GeForce 8400 GS                                                    | G98       | VP3                                | M            | Tenga en cuenta que solo nuevas tarjetas usan el chip G98, así que compruebe antes de la compra. |  |
| GeForce 8100, 8200, 8300                                           | C77       | VP3                                | M            | Algunas 8100 IGP, posiblemente, solo el apoyo VP1.                                               |  |
| GeForce 9600 GSO, 9600 GT, 9800 GT, 9800 GTX, 9800 GTX +, 9800 GX2 | G92, G94  | VP2                                | Un           | --                                                                                               |  |
| GeForce GTX 260, 260 CORE 216, 275, 280, 285, 295                  | GT200     | VP2                                | Un           | --                                                                                               |  |
| GeForce 9400 GT, 9500 GT                                           | G96       | VP2                                | Un           | --                                                                                               |  |
| GeForce 9300M GS                                                   | C79       | VP3                                | M            | --                                                                                               |  |
| GeForce 9400M                                                      | C79       | VP3                                | M            | También se vende como marca Nvidia ION                                                           |  |
| GeForce 9300 GS, 9300 GE                                           | G98       | VP3                                | M            | Tarjetas de video raras                                                                          |  |
| Quadro FX 370, 570, 570M, 1600M                                    | G84       | VP2                                | Un           | --                                                                                               |  |
| Quadro FX 770M, 1700, 2700M, 3600M, 3700, 4800, 5800, NVS 320M     |           | VP2                                | Un           | --                                                                                               |  |
| Quadro NVS 130M, 135M, 140M, 290, FX 360M                          | G86       | VP2                                | Un           | --                                                                                               |  |
| Quadro FX 370 LP, 470, NVS 150M, 160M, 295, 420, 450               | G98       | VP3                                | M            | --                                                                                               |  |
| GeForce GTX 260M, GTX 280                                          | G92       | VP2                                | Un           | --                                                                                               |  |
| GeForce G210, G210M                                                | GT218     | VP4                                | C            | La primera generación de apoyar MPEG-4 ASP (MPEG-4 Parte 2)                                      |  |
| GeForce GT 220, GT 230 millones, GT 240M                           | GT216     | VP4                                | C            |                                                                                                  |  |
| GeForce GT 240, GTS 250 millones, GTS 260M                         | GT215     | VP4                                | C            |                                                                                                  |  |

### NVIDIA VDPAU conjuntos de características
NVIDIA VDPAU conjuntos de características son las generaciones de hardware diferente de la versión de la GPU de NVIDIA apoyo a las diferentes versiones diferentes niveles de decodificación de hardware de la madurez. Para todos los conjuntos de características actuales de NVIDIA, la anchura máxima de vídeo y la altura son 2048 píxeles s, la anchura y la altura mínima de 48 píxeles, y todos los codecs están actualmente limitados a un máximo de 8192 macrobloque s (8.190 para VC-1/WMV9).
La aceleración parcial significa que VLD (acceso indirecto) de descodificación se realiza en la CPU, con la única GPU realizar IDCT y compensación de movimiento. La aceleración completa significa que la GPU realiza todas VLD, IDCT, y la compensación de movimiento.
Conjunto de características de un
Aceleración completa para H.264
Aceleración parcial para MPEG-1, MPEG-2, VC-1 / WMV9
Característica de la serie B
Aceleración completa para MPEG-1, MPEG-2, VC-1/WMV9 y H.264.
Todos los conjunto de características de hardware B no puede decodificar H.264 para los siguientes anchos: 769-784, 849-864, 929-944, 1009-1024, 1793-1808, 1873-1888, 1953-1968, 2033-2048 píxeles.
Conjunto de características de C
Aceleración completa para MPEG-1, MPEG-2, MPEG-4 Parte 2 (también conocido como MPEG-4 ASP), VC-1/WMV9 y H.264.
Compensación de movimiento global y creación de particiones de datos no son compatibles con MPEG-4 Parte 2.

## Software con soporte de VDPAU
- Boxee (Linux)[15]
- Gnash Flash / reproductor de SWF (Linux / BSD)[16]
- MPlayer
- MythTV (Linux)[17]
- Kodi (Linux)[18][19][20]
- XBMC Live (Linux Live CD / USB del sistema operativo)[18][19][20]
- Xine (Linux)[21]
- MLT (Linux)[22]

VDPAU también se puede utilizar como trasfondo para la API de aceleración de vídeo (VA API), por lo que cualquier software que soporte VA API también soporta VDPAU.

## libvdpau biblioteca VDPAU independiente
La biblioteca libvdpau independiente VDPAU es distribuida por NVIDIA con independencia de su propio controlador de gráficos de Linux, en un esfuerzo para ayudar a la adopción de VDPAU por los que están fuera de NVIDIA. Esta biblioteca de código abierto contiene una biblioteca de envoltorio y una biblioteca de depuración que permite a otros fabricantes a aplicar VDPAU apoyo en sus controladores de dispositivos.